# Мірай з майбутнього
«Мірай з майбутнього» (яп. 未来のミライ, Мірай но мірай, англ. Mirai) — японський анімаційний фільм режисера Мамору Хосоди. Світова прем'єра відбулася на Двотижневику режисерів. В японський прокат аніме вийшло 20 липня 2018 року.
В Україні прем'єра фільму відбулась на 9-му ОМКФ, у серпні 2025 року фільм знову вийде у прокаті в українських кінотеатрах.
Аніме було номіновано в категорії Найкращий анімаційний фільм на премію «Золотий глобус», «Вибір критиків» та «Оскар». Це перше аніме виробництва не студії Ghibli та шосте аніме загалом, яке отримало номінацію від Американської кіноакадемії у цій категорії. Фільм отримав нагороду «Еммі» у номінації Найкращий незалежний анімаційний фільм.

## Критика
«Мірай з майбутнього» отримав відмінні відгуки від кінокритиків. На сайті-агрегаторі рецензій Rotten Tomatoes фільм має рейтинг 92 % на основі 62 відгуків і середній бал 7,5/10. «Простота і теплота кольорів анімації „Мірай з майбутнього“ підкреслена історією з несподіваною і пронизливо зворушливою глибиною й емоційним резонансом», — зазначено у підсумку. На сайті Metacritic фільм має середню оцінку 81 зі 100.
«Віючи рідкісною емоційною правдою в екранному зображенні маленьких дітей і батьків, які їх виховують, невибагливо розкішний „Мірай з майбутнього“ Хосоди — це мальоване диво, що конкурує з зусиллями Pixar і Ghibli у створенні сімейної розваги з комплексним і гуманістичним обрамленням», — зазначено у рецензії Карлоса Агілара для «TheWrap». У відгуку «Нью-Йорк таймс» написано: «Коливаючись між незначними повсякденностями життя Куна і його зворушливим перебуванням у минулому і майбутньому, фільм Хосоди віддає перевагу емоційним моментам над відпрацьованою побудовою історії. Таким чином, він утримує складність, не жертвуючи простодушною скромністю». Пітер Тревіс із «Rolling Stone» поставив аніме оцінку 4,5/5: «„Мірай з майбутнього“ накладає чари, які працюють як на дітей, так і на дорослих, але по-різному; майстерність та емпатія його творця є сполучною ланкою». Кінокритик «Empire» оцінив фільм у 4/5: «Злагоджуючи свої польоти фантазії з моментами химерного гумору та реальності очима дитини, це вдумливе дослідження труднощів дорослішання відкриває реалістичний бік японської анімації, що надто рідко зустрічається». У рецензії «Гардіан», оглядач якого також оцінив аніме у 4 бали з 5, написано: «Делікатний, мальовничий стиль Хосоди ідеально підходить для зображення ефемерного уявного сховку Куна та вираження повідомлення про моральну відвагу, необхідну для того, щоб його покинути».

## Нагороди
| Нагорода                          | Дата вручення     | Категорія                                              | Номінант              | Результат | Пр.    |
| --------------------------------- | ----------------- | ------------------------------------------------------ | --------------------- | --------- | ------ |
| «Оскар»                           | 24 лютого 2019    | Найкращий анімаційний фільм                            | «Мірай з майбутнього» | Номінація | [ 21 ] |
| «Енні»                            | 2 лютого 2019     | Найкращий незалежний анімаційний фільм                 | «Мірай з майбутнього» | Перемога  | [ 22 ] |
| «Енні»                            | 2 лютого 2019     | Премія за досягнення у сценарії до анімаційного фільму | Мамору Хосода         | Номінація | [ 22 ] |
| Азійська тихоокеанська кінопремія | 29 листопада 2018 | Найкращий анімаційний фільм                            | «Мірай з майбутнього» | Номінація |        |
| «Вибір критиків»                  | 13 січня 2019     | Найкращий анімаційний фільм                            | «Мірай з майбутнього» | Номінація | [ 23 ] |
| Аніме-премія Crunchyroll          | 26 лютого 2019    | Найкращий фільм                                        | «Мірай з майбутнього» | Номінація | [ 24 ] |
| Премія кола кінокритиків Флориди  | December 21, 2018 | Найкращий анімаційний фільм                            | «Мірай з майбутнього» | Перемога  | [ 25 ] |
| Gold Derby                        | 17 лютого 2019    | Найкращий анімаційний фільм                            | «Мірай з майбутнього» | Перемога  |        |
| «Золотий глобус»                  | 6 січня 2019      | Найкращий анімаційний фільм                            | «Мірай з майбутнього» | Номінація | [ 26 ] |
| Премія Японської академії         | 1 березня 2019    | Найкращий анімаційний фільм року                       | «Мірай з майбутнього» | Перемога  | [ 27 ] |
| «Супутник»                        | 22 лютого 2019    | Найкращий анімаційний фільм                            | «Мірай з майбутнього» | Номінація | [ 28 ] |
| Асоціація кінокритиків Вашингтона | 3 грудня 2018     | Найкращий анімаційний фільм                            | «Мірай з майбутнього» | Номінація | [ 29 ] |